# 김성식 (뮤지컬 배우)
김성식(1989년 5월 17일 ~ )은 대한민국의 뮤지컬 배우이자 팝페라 가수이다. 동국대학교 연극학부를 졸업하고 뮤지컬 배우로 활동하던 중 2020년 JTBC의 크로스오버 남성 사중창 그룹 결성 오디션 프로그램 《팬텀싱어》 시즌 3에 출연해 레떼아모르의 멤버로 결승에 진출, 3위를 차지하였다.

## 학력
- 동국대학교 연극학부

## 출연작

### 뮤지컬
- 2017. 뮤지컬 《레베카》 (호리지 역)
- 2018. 뮤지컬 《닥터 지바고》 (일리아, 얀코 역)
- 2022. 뮤지컬 《마타하리》 (아르망 역)
- 2023. 뮤지컬 《레미제라블》 (앙졸라 역)
- 2024. 뮤지컬 《벤자민 버튼》 (벤자민 역)
- 2024. 뮤지컬 《베르사유의 장미》 (앙드레 그랑디에 역)
- 2024~2025. 뮤지컬 《마타하리》 (아르망 역)
- 2025. 뮤지컬 《라이카》 (왕자 역)

### 드라마
- 2020. OCN 드라마 《루갈》 (조직원 1 역)
- 2023. 넷플릭스 드라마 《셀러브리티》 (안재훈 역)

### 영화
- 2023. 《화사한 그녀》 (현우 역)

## 방송

### TV
- 2020. 4~7. JTBC 《팬텀싱어》 시즌 3
- 2020. 9. JTBC 《히든싱어》 - 레떼아모르 출연
- 2020. 9. KBS 《열린 음악회》 - 레떼아모르 출연
- 2021. 1. KBS 《열린 음악회 - 신년특집》 - 레떼아모르 출연
- 2021. 1. JTBC 《팬텀싱어 3 갈라콘서트》
- 2021. 1. ~ 4. JTBC 《팬텀싱어 올스타전》 - 레떼아모르 출연
- 2021. 1. SBS 《신년특집 세기의 대결 AI vs 인간》 - 레떼아모르 출연
- 2021. 5. TBS 《518 민주화 운동 기념식》 - 레떼아모르 출연
- 2021. 5. KBS 《열린 음악회》 - 레떼아모르 출연
- 2021. 6. KBS 《아침마당 - [월요토크쇼 명불허전] 4인 4색 천상의 하모니》- 레떼아모르 출연
- 2021. 7. KBS 《유희열의 스케치북》- 레떼아모르 출연
- 2021. 8.  KBS 8.15 특별기획 <해양영토 더 큰 대한민국> - 레떼아모르 출연
- 2021. 8. KBS 《열린 음악회》- 레떼아모르 출연
- 2021. 8. 광주MBC 문화콘서트 난장 - 레떼아모르 출연
- 2021. 10. KBS 《열린 음악회》 - 레떼아모르 출연
- 2022. 6. KBS 《열린 음악회》 - with 옥주현 출연
- 2022. 12. KBS 《열린 음악회 - 자원봉사자와 함께하는》
- 2024. 9. TV CHOSUN 《식객 허영만의 백반기행》 262회 (옥주현 편) 특별출연

### 라디오
- 2020. 8. 네이버 Now 《라비의 퀘스천마크》 - 레떼 아모르 출연
- 2020. 8. EBS FM 《이승열의 세계음악기행》 - 레떼 아모르 출연
- 2020. 9. SBS 러브 FM 《이숙영의 러브FM》 - 레떼 아모르 출연
- 2020. 9. EBS FM 《정세운의 경청 - 가을밤 미니 콘서트 Fall in Love with 레떼 아모르》 - 레떼 아모르 출연
- 2020. 9. 네이버 Now 《점심 어택》 - 레떼 아모르 출연
- 2020. 10. SBS 파워FM 《두시탈출 컬투쇼》 - 레떼 아모르 출연
- 2020. 10. SBS 파워FM 《최화정의 파워타임》 - 레떼 아모르 출연
- 2020. 12. SBS 파워FM 《최화정의 파워타임》 - 레떼 아모르 출연
- 2021. 4. 네이버 Now 《점심 어택》 - 레떼아모르 출연
- 2021. 6. 네이버 Now 《쌩수다》 - 레떼아모르 출연
- 2021. 6. TBS eFM 《스윗 랑데뷰》 - 레떼아모르 출연
- 2021. 6. 네이버 Now 《퀘스천마크》 - 레떼아모르 출연
- 2021. 7. SBS 파워FM 《김영철의 파워 FM》 - 레떼아모르 출연
- 2021. 7. EBS FM 《이승열의 세계음악기행》 - 레떼아모르 출연
- 2021. 9. 네이버 Now 《응수CINE》- 레떼아모르 출연
- 2021. 9. 네이버 NOW 《점심 어택》 - 레떼 아모르 출연
- 2022. 6. SBS 파워FM 《두시탈출 컬투쇼》
- 2022. 6. MBC FM4U 《두시의 데이트》
- 2024. 4. SBS 파워FM 《두시탈출 컬투쇼》
- 2024. 5. SBS 라디오 《권은비의 영스트리트》

### 광고
- 2020. 9. BMW SUV X7

## 콘서트
- 2020. 8. 팬텀싱어 갈라콘서트 (서울, 대구)
- 2020. 10. 팬텀싱어 갈라콘서트 (일산, 부산)
- 2020. 11. 팬텀싱어 앙코르 갈라콘서트 (서울)
- 2020. 12. BMW 언택트 콘서트 BMW YEAR-END UNTACT CONCERT (서울)
- 2021. 3. 올 댓 베토벤 & 팬텀 (서울)
- 2021. 4 ~ 6. 단독콘서트 YOU＇RE MY EVERYTHING (고양, 성남, 수원, 대전, 부산 각 2회)
- 2021. 5. Voice of Phantom (서울)
- 2021. 5 / 6. 팬텀싱어 올스타전 갈라 콘체르토 (서울)
- 2021. 6. 파리를 사랑하는 이유 오페라 & 뮤지컬 (서울)
- 2021. 7. 미니앨범 발매 기념 콘서트 <Wish> (서울)
- 2021. 8. 팬텀 오브 디 오케스트라 (서울)
- 2021. 9. <The Most Beautiful Thing> with 레떼아모르
- 2021. 10. 보헤미안 랩소디 (서울)
- 2022. 12. <광명장애청년 다소니&루멘챔버오케스트라의 제 5회 정기연주회> (광명)
- 2021. 12. <Great Adios 2021 with Letteamor> (서울 3회)
- 2022. 1. <2022 신년 음악회> (안성)
- 2022. 4. 올 댓 뮤지컬 스타 (안양)
- 2022. 9. 제 15회 제주해비치아트페스티벌 전야제 제주도민과 함께하는 열린음악회 (제주)
- 2022. 9. 팬텀 카니발 2022：더 뮤지컬 (서울)
- 2022. 10. 팬텀듀오 김성식 김바울 콘서트[man to man] (인천)
- 2022. 12. 브로맨스 콘서트 (남양주)
- 2022. 12. 2022 송년음악회 <We All Together> (대구)
- 2022. 12. 의정부 제야행사 Adieu 2022 (의정부)
- 2023. 4. 프랭크 와일드혼 콘서트 Volume1 (서울)
- 2023. 6. 대구 WCIF 축하공연 (대구)
- 2023. 9. 2023 의정부 예술제 (의정부)
- 2024. 12. 로맨틱 파트너스 콘서트 (인천)
- 2023. 12. 2023 송년음악회 EPILOGUE (대구)
- 2024. 2. 11시 & 브런치 Vol.1 이지혜&김성식 뮤지컬 콘서트 (구리)
- 2024. 4. 오걸작 콘서트 (서울)
- 2024. 4. 팬텀 오브 뮤지컬 (영천)
- 2024. 4. 영월 단종 문화제 개막식 (영월)
- 2024. 5. 천안 K-컬쳐 박람회 (천안)

## 음원 및 음반 발매
- 2020 JTBC 《팬텀싱어》 디지털 싱글 음원 《E lucevan le stelle》, 《Al Centro Del Mio Mondo》, 《Dettagli》, 《La Tua Semplicità》, 《Te Quiero, Te Quiero》, 《You and I (Vinceremo)》, 《High and Dry》, 《Oceano》, 《Love will never end》
- 소속그룹 레떼아모르 팬텀싱어 올스타전 디지털 싱글 음원 《Story of my life》, 《내 생애에 아름다운》, 《Always》, 《태양을 피하는 방법》
- 2021. 6. 소속그룹 레떼아모르 미니앨범 <WISH>
- 2021. 12. 소속그룹 레떼아모르 디지털 싱글 <이 별 빛>